# Stuart Forbes
Stuart Forbes es un deportista británico que compitió en remo. Ganó cinco medallas en el Campeonato Mundial de Remo entre los años 1983 y 1989.

## Palmarés internacional
| Campeonato Mundial | Campeonato Mundial       | Campeonato Mundial | Campeonato Mundial        |
| Año                | Lugar                    | Medalla            | Prueba                    |
| ------------------ | ------------------------ | ------------------ | ------------------------- |
| 1983               | Duisburgo (RFA)          | Medalla de plata   | Cuatro sin timonel ligero |
| 1984               | Montreal (Canadá)        | Medalla de bronce  | Cuatro sin timonel ligero |
| 1986               | Nottingham (Reino Unido) | Medalla de plata   | Cuatro sin timonel ligero |
| 1987               | Copenhague (Dinamarca)   | Medalla de plata   | Cuatro sin timonel ligero |
| 1989               | Bled (Yugoslavia)        | Medalla de bronce  | Cuatro sin timonel ligero |